# Сарьян, Гегам Багдасарович
Гегам Багдасарович Сарьян (настоящая фамилия — Багдасарян) (арм. Գեղամ Բաղդասարի Բաղդասարյան; 25 декабря 1902, Тавриз, Восточный Азербайджан, Персия — 14 ноября 1976, Ереван, Армянская ССР) — армянский советский поэт, прозаик и переводчик. Общественный деятель. Заслуженный деятель культуры Армянской ССР (1967) и Украинской ССР (1972). Лауреат Государственной премии Армянской ССР (1970).

## Биография
Сын портного. Учился в армянской епархиальной школе. Работал учителем в Иране (1920—1922). В 1922 переселился в Советскую Армению.
Учительствовал в Гюмри.
В 1928—1931 работал в редакциях газет «Авангард», «Пахарь», «Рабочий», в 1934—1935 — в журнале «Советская литература».
Затем полностью посвятил себя литературному творчеству.

## Творчество
Печатался с 1919 года. Первая книга стихов Сарьяна была опубликована в 1925.
Для ранней лирики поэта характерны мотивы отчаяния и протеста против тягостной социальной действительности.
Обогатил советскую поэзию Армении рядом ценных произведений, в которых отобразил угнетённое положение женщины Востока и её стремления к освобождению («Гюльнара»). В Советской Армении Сарьян создал поэму «Свадьба Ширака» (1925) — о строительстве Ширакского канала. Гражданская и патриотическая лирика в его творчестве обращена к прошлому и настоящему Армении.
Его книги «Страна Советов» и «Железный топот» проникнуты пафосом борьбы и верой в победу социализма. Писал о созидательном труде и борьбе за мир, о творчестве и гражданском долге поэта.
Автор более 40 сборников стихов, поэм, лирических песен, баллад, прозаических произведений. Многие его стихи стали песнями, например для кинофильма «Девушка Араратской долины». Писал также для детей.

## Избранные произведения
- Свадьба Ширака (поэма, Ленинакан, 1925),
- Гибель Юнкерса (поэма, Ленинакан, 1926),
- Чужой человек (повесть, Эривань, 1929),
- Рассказы (Эривань, 1928),
- Страна Советов (сборник стихов, Эривань, 1930);
- Железный топот (сборник стихов, Эривань, 1933);
- Час обеда (1935),
- Гульнара (1935),
- Три песни (1936),
- Стихотворения (1940),
- Баллады (1944),
- Чудесное поколение (драматическая поэма, М. 1950),
- Избранное (1951),
- Стихотворения и поэмы (М., 1958),
- Григорий Дерен (1967),
- Хризантема (1968, Государственная премия СССР),
- Избранное. Стихи и баллады (1974).

Стихотворения Г. Сарьяна переведены на многие языки народов мира, в том числе, на русский язык.
Занимался переводами на армянский произведений А. Пушкина, М. Лермонтова , Н. Гейне , И. Чавчавадзе , И. Гришашвили, Марка Твена.
Депутат Верховного Совета СССР 2, 6 и 8-го созывов.

## Награды
- орден Ленина (28.12.1972)
- 2 ордена Трудового Красного Знамени (31.01.1939; 27.06.1956)
- орден «Знак Почёта» (23.01.1963)
- медали
- Заслуженный деятель культуры Армянской ССР (1967)
- Заслуженный деятель культуры Украинской ССР (1972)
- Лауреат Государственной премии Армянской ССР (1970).